# 分離變數法
數學上，分離變數法是一種解析常微分方程或偏微分方程的方法。使用這方法，可以藉代數來將方程式重新編排，讓方程式的一部分只含有一個變數，而剩餘部分則跟此變數無關。這樣，隔離出的兩個部分的值，都分別等於常數，而兩個部分的值的代數和等於零。

## 常微分方程
假若，一個常微分方程可以寫為
{\displaystyle {\frac {d}{dx}}f(x)=g(x)[h(f(x))]} 。
設定變數 {\displaystyle y=f(x)} 。那麼，
{\displaystyle {\frac {dy}{dx}}=g(x)h(y)} ．(1)
只要是 {\displaystyle h(y)\neq 0} ，就可以將方程式兩邊都除以 {\displaystyle h(y)} ，再都乘以 {\displaystyle dx} ：
{\displaystyle {dy \over h(y)}={g(x)dx}} 。
這樣，可以將兩個變數 {\displaystyle x} ，{\displaystyle y} 分離到方程式的兩邊。由於任何一邊的表達式跟另外一邊的變數無關，表達式恆等於常數 {\displaystyle k} 。因此，可以得到兩個較易解的常微分方程；
{\displaystyle \int {dy \over h(y)}=\int {g(x)dx}=k} 。

### 第二種方法
有些不喜歡用萊布尼茨標記的數學家，或許會選擇將公式 (1) 寫為
{\displaystyle {\frac {1}{h(y)}}{\frac {dy}{dx}}=g(x)} 。
這寫法有一個問題：無法比較明顯的解釋，為什麼這方法叫作分離變數法？
隨著 {\displaystyle x} 積分公式的兩邊，可以得到
{\displaystyle \int {\frac {1}{h(y)}}{\frac {dy}{dx}}\,dx=\int g(x)\,dx} 。(2)
應用换元积分法，
{\displaystyle \int {\frac {1}{h(y)}}\,dy=\int g(x)\,dx} 。
假如，可以求算這兩個積分，則這常微分方程有解。這方法允許將導數 {\displaystyle {\frac {dy}{dx}}} 當做可分的分式看待，可以較方便的解析可分的常微分方程。這在實例 (II)的解析裏會有更詳細的解釋，

### 實例 (I)
常微分方程式 {\displaystyle {\frac {d}{dx}}f(x)=f(x)(1-f(x))} 可以寫為
{\displaystyle {\frac {dy}{dx}}=y(1-y)} ；(3)
其中，{\displaystyle y=f(x)} 。
設定 {\displaystyle g(x)=1} ，{\displaystyle h(y)=y(1-y)} 。套用公式 (1) ，這常微分方程式是可分的。
進一步編排，則
{\displaystyle {\frac {dy}{y(1-y)}}=dx} 。
變數 {\displaystyle x} ，{\displaystyle y} 分別在公式的兩邊。將兩邊積分，
{\displaystyle \int {\frac {dy}{y(1-y)}}=\int dx} 。
積分的結果是
{\displaystyle \ln |y|-\ln |1-y|=x+C} ；
其中，{\displaystyle C} 是個積分常數。稍加運算，則可得
{\displaystyle y={\frac {1}{1+Be^{-x}}}} 。
在這裏，檢查此解答的正確與否。計算導數 {\displaystyle {\frac {dy}{dx}}} 。答案應該與原本的問題相同。（必須仔細地計算絕對值。絕對符號內不同的正負值，分別地造成了 {\displaystyle B} 的正值與負值。而當 {\displaystyle y=1} 時，{\displaystyle B=0} ）。
特別注意，由於將公式 (3) 的兩邊除以 {\displaystyle y} 跟 {\displaystyle (1-y)} ，必須檢查兩個函數 {\displaystyle y(x)=0} 與 {\displaystyle y(x)=1} 是否也是常微分方程式的解答（在這個例子裏，它們都是解答）。參閱奇異解 。

### 實例 (II)
人口數值的成長時常能夠用常微分方程來表達
{\displaystyle {\frac {dP}{dt}}=kP\left(1-{\frac {P}{K}}\right)} ；
其中，{\displaystyle P} 是人口數值函數，{\displaystyle t} 是時間參數， {\displaystyle k} 是成長的速率，{\displaystyle K} 環境的容納能力。
將方程式的兩邊都除以{\displaystyle P\left(1-{\frac {P}{K}}\right)} ．再隨著時間 {\displaystyle t} 積分，
{\displaystyle \int {\frac {1}{P\left(1-{\frac {P}{K}}\right)}}{\frac {dp}{dt}}\,dt=\int k\,dt} 。
應用换元积分法，
{\displaystyle \int {\frac {dP}{P\left(1-{\frac {P}{K}}\right)}}=\int k\,dt} 。
稍微運算，則可得
{\displaystyle P(t)={\frac {K}{1+Ae^{-kt}}}} ；
其中，{\displaystyle A} 是常數。

## 偏微分方程
給予一個 {\displaystyle n} 元函數 {\displaystyle F(x_{1},\ x_{2},\ \dots ,\ x_{n})} 的偏微分方程，有時候，為了將問題的偏微分方程式改變為一組常微分方程，可以猜想一個解答；解答的形式為
{\displaystyle F=F_{1}(x_{1})F_{2}(x_{2})\cdots F_{n}(x_{n})} ，
或者
{\displaystyle F=f_{1}(x_{1})+f_{2}(x_{2})+\cdots +f_{n}(x_{n})} 。
時常，對於每一個自變量 {\displaystyle x_{i}} ，都會伴隨著一個分離常數。如果，這個方法成功，則稱這偏微分方程為可分偏微分方程 (separable partial differential equation)。

### 實例 (III)
假若，函數 {\displaystyle F(x,\ y,\ z)} 的偏微分方程為
{\displaystyle {\frac {\partial F}{\partial x}}+{\frac {\partial F}{\partial y}}+{\frac {\partial F}{\partial z}}=0} 。
猜想解答為
{\displaystyle F(x,y,z)=X(x)+Y(y)+Z(z)} 。
那麼，
{\displaystyle {\frac {dX}{dx}}+{\frac {dY}{dy}}+{\frac {dZ}{dz}}=0} 。
因為 {\displaystyle X(x)} 只含有 {\displaystyle x} 、{\displaystyle Y(y)} 只含有 {\displaystyle y} 、{\displaystyle Z(z)} 只含有 {\displaystyle z} ，這三個函數的導數都分別必須等於常數。更明確地說，將一個偏微分方程改變為三個很簡單的常微分方程：
{\displaystyle {\frac {dX}{dx}}=c_{1}} 、
{\displaystyle {\frac {dY}{dy}}=c_{2}} 、
{\displaystyle {\frac {dZ}{dz}}=c_{3}} ；
其中，{\displaystyle c_{1},\ c_{2},\ c_{3}} 都是常數，{\displaystyle c_{1}+c_{2}+c_{3}=0} 。
偏微分方程的答案為
{\displaystyle F(x,y,z)=c_{1}x+c_{2}y+c_{3}z+c_{4}} ；
其中，{\displaystyle c_{4}} 是常數。

### 實例 (IV)
思考一個典型的偏微分方程，
{\displaystyle \nabla ^{2}v+\lambda v={\partial ^{2}v \over \partial x^{2}}+{\partial ^{2}v \over \partial y^{2}}+\lambda v=0} 。
首先，猜想答案的形式為
{\displaystyle v=X(x)Y(y)} 。
代入偏微分方程，
{\displaystyle {\partial ^{2} \over \partial x^{2}}[X(x)Y(y)]+{\partial ^{2} \over \partial y^{2}}[X(x)Y(y)]+\lambda X(x)Y(y)=0} 。
或者，用單撇號標記，
{\displaystyle X''(x)Y(y)+X(x)Y''(y)+\lambda X(x)Y(y)=0} 。
將方程式的兩邊除以 {\displaystyle X(x)Y(y)} ，則可得
{\displaystyle {X''(x) \over X(x)}=-{Y''(y)+\lambda Y(y) \over Y(y)}} 。
由於任何一邊的表達式跟另外一邊的變數無關，表達式恆等於常數 {\displaystyle k}  ：
{\displaystyle {X''(x) \over X(x)}=k=-{Y''(y)+\lambda Y(y) \over Y(y)}} 。
因此，可以得到兩個新的常微分方程式：
{\displaystyle X''(x)-kX(x)=0} 、
{\displaystyle Y''(y)+(\lambda +k)Y(y)=0} 。
這兩個常微分方程式都是齊次的二階線性微分方程。假若，{\displaystyle k<0<\lambda +k} ，則這兩個常微分方程都是用來表達諧振問題的方程式。解答為
{\displaystyle X(x)=A_{x}\cos({\sqrt {-k}}\ x+B_{x})} ，
{\displaystyle Y(y)=A_{y}\cos({\sqrt {\lambda +k}}\ y+B_{y})} ；
其中，{\displaystyle A_{x},\ A_{y}} 是振幅常數，{\displaystyle B_{x},\ B_{y}} 是相位常數。這些常數可以由邊界條件求得。

## 參閱
- 拉普拉斯-龍格-冷次向量
- 哈密頓-雅可比方程
- 亥姆霍茲方程